# ВУХИН
Восточный научно-исследовательский углехимический институт. Располагается в Екатеринбурге. Основан в 1931 году.
Имеет филиал в Новокузнецке. По имени института был назван процесс ВУХИН.
Адрес: г. Екатеринбург, ул. 8 Марта, 14. Имеется опытный завод.

## Историческая справка
Создан в 1931 году как 'Уральский углехимический институт (в 1938 году переименован в Восточный углехимический институт) для изучения коксохимического производства. Первоначально институт изучал коксуемость углей Кузнецкого бассейна, методы поглощения бензола, потерь феноли. Далее изучались угли Кизеловского и Карагандинского бассейнов. Во время Великой Отечественной войны институт работал над заданиями Государственного комитета обороны. Создана технология пиролиза нефтепродуктов в коксовых печах. После войны институт изучал получение из кокса смазочных масел и лекарственных средств.
 С 2011 года акционировано.
Имеется диссертационный совет по защите кандидатских и докторских диссертаций по специальности «Химия и технология топлив и специальных продуктов».

## Кузнецкий центр
ВУХИН имел филиал в Новокузнецке. Ныне — ГУП. Располагался по адресу: город Новокузнецк, улица Климасенко, 19. В 2001 году ВУХИН присоединил к себе новокузнецкий институт Сибгипрококс.

## Процесс ВУХИН
В основу процесса ВУХИНа было положен способ «Конвертоль», доработанный с учётом специфики коксующегося угля востока России — Иркутского и Кузнецкого бассейнов, обогатительных фабрик Карагандинского и Магнитогорского металлургических комбинатов Череповецкого и Губахинского коксохимзаводов. Как связующее вещество применено различные тяжелые нефтяные масла — крекинг-остатки, мазут, смеси асфальтенов с газойлем и керосином, экстракты и тому подобное. В ходе предыдущих лабораторных исследований определены характер и степень влияния на процесс различных технологических параметров: затрат масляного агента и его температуры, стадий метаморфизма угля, температуры и рН суспензий, крупности исходного угля, интенсивности и продолжительности агитации. Процесс включал две главные операции — собственно агломерацию и выделения агломерата путём флотации.

### Испытания технологии
Полупромышленные испытания технологии ВУХИН на установке производительностью до 150 кг/ч подтвердили результаты лабораторных исследований. Обогащение отсева рядового угля крупностью 0-3 мм и зольностью 15-20 % этим способом при обезвоживании концентрата в отстойной центрифуге обеспечило получение следующих показателей: выход концентрата — 82-85 %; зольность концентрата 7,5-8,5 %; зольность отходов 80-83 %; влажность концентрата 7,5-8,5 %. Специальные исследования по коксованию концентратов масляной агломерации показали, что их участие в шихте улучшает качество кокса и увеличивает выход ценных химических продуктов коксования.
В 1967—1969 годах осуществлена опытно-промышленная апробация технологии ВУХИНу на обогатительной фабрике Губахинского коксохимзавода. Процесс реализован на установке производительностью до 3 т/ч. Исходную суспензию плотностью 350—450 г/л нагревали до 40-70 °С и вводили в неё масляный агент. Полученную смесь перемешивали в мешалкой при скорости 2000-3000 оборотов в минуту в течение 5-10 мин. Следует особое внимание обратить на оригинальную конструкцию мешалки, диффузор которой ликвидирует воронку. Продукт перемешивания разделяли на осадительной центрифуге. Технологическая схема предусматривала также разрежение продукта перемешивания до 200—300 г/л с последующим его разделением флотацией и обезвоживанием на той же центрифуге.

### Результаты
При зольности и крупности исходного шлама 27 % и 0-3 мм соответственно, а также расходах связующего 4-7 мас. % получен гранулированный концентрат зольностью 13 % и влажностью 7-12 %. Крупность гранул в зависимости от расхода масла достигала 2 мм. По полученным данным для условий Губахинского КХЗ спроектирована установка производительностью до 50-55 т / ч, периодически функционировала до 1990-х годов. По данным ЦНИИТЭИчермет (Россия) экономический эффект от её внедрения составил около 1 млн советских рублей в год.

## Руководитель
- Руководитель — временный генеральный директор Стерн Аркадий Давыдович.

## Известные сотрудники
- Грязнов, Николай Сергеевич
- Кудрин, Борис Иванович
- Русьянова, Наталья Дмитриевна

| Сотрудники лаборатории очистки сточных вод ВУХИНа перед фотосессией |
| Авторы после выхода в свет их монографии «Кагасов В. М., Дербышева Е. К. Очистка сточных вод коксохимических предприятий» (Екатеринбург, 2003, ISBN 5-88425-168-8). Крайняя слева — Н. Т. Хмелёва |